# 馮志芬
馮志芬（約1907年—1962年），男，廣東新會人，香港粵劇編劇家，唐滌生的師傅，曾寫下《胡不歸》和《情僧偷到瀟湘館》等家傳戶曉的粵劇名作。

## 生平
馮志芬，廣東新會人，出身書香世家，自幼喜歡中國古典文學，精通詩詞。曾在廣州市思恩中學當教師。
1931年，他曾當編劇家梁夢的助手，協助編撰名劇《火燒阿房宮》，之後加入薛覺先的「覺先聲男女劇團」任「開戲師爺」。當時「覺先聲」已有麥嘯霞當開戲師爺。至1930年代後期，因為麥嘯霞電影、粵劇、寫作三棲，馮志芬成為了「覺先聲」的主力師爺，也當上了唐滌生的師傅，其後更被譽為1930年代最重要的開戲師爺。
1939年，馮志芬為覺先聲劇團寫下由薛覺先、上海妹及半日安開山主演的名劇《胡不歸》，成為家傳戶曉的粵劇經典，歷演不衰，風行超過70年，直至2017年仍傳演不輟。
1947年，馮志芬為何非凡的「非凡響劇團」編撰取材自《紅樓夢》的粵劇《情僧偷到瀟湘館》，轟動一時，在香港創下連續演出44天的紀錄。
1948年3月，馮志芬分別控訴兩間戲院侵權，未得其授權下放映他持有版權的電影。他控訴灣仔國民戲院侵權放映《寃枉相思》影片，要求賠償一千元。另外，馮志芬亦控訴德輔道中新世界戲院侵權放映《妻嬌郎更嬌》及《何處是儂家》兩部電影，同樣要求賠償一千元。
1949年後，馮志芬由香港返回廣州定居，1957年反右運動中被誤劃為「右派分子」，1959年被撤去中國戲劇家協會廣東分會理事職務並開除出會。最後被送到勞教場進行「勞改」，約在1962年死於廣東的勞教場。

## 作品

### 編劇
- 胡不歸 (1940)
- 冤枉相思 (1947)
- 妻嬌郎更嬌 (1947)
- 胡不歸(下卷) (1947)
- 二八嬌妻一歲郎 (1952)
- 胡不歸 (1958)

### 配樂
- 續白金龍 (1937)
- 一曲魂銷 (1939)
- 半面西施 (1939)

## 外部連結
- 香港影庫：馮志芬